# Michael Bond
Michael Bond (Newbury, 1926. január 13. – London, 2017. június 27.) angol író. A Paddington medve (Paddington Bear) megalkotója.

## Művei
Paddington Bear könyvek
- A Bear Called Paddington (1958)[13]
- More About Paddington (1959)
- Paddington Helps Out (1960)
- Paddington Abroad (1961)
- Paddington at Large (1962)
- Paddington Marches On (1964)
- Paddington at Work (1966)
- Paddington Goes to Town (1968)
- Paddington Takes the Air (1970)
- Paddington's Garden (1972)
- Paddington's Blue Peter Story Book (1973)
- Paddington on Top (1974)
- Paddington at the Tower (1975)
- Paddington Takes the Test (1979)
- Paddington on Screen (1980)
- Paddington at the Zoo (1984)
- Paddington at the Palace (1986)
- Paddington's Busy Day (1987)
- A Day by the Sea (1992)
- Paddington in the Garden (2001)
- Paddington and the Grand Tour (2003)
- Paddington Rules the Waves (2008)
- Paddington Here and Now (2008)[14]
- Paddington Races Ahead (2012)
- Paddington Goes for Gold (2012)
- Love From Paddington (2014)
- Paddington's Finest Hour (2017)[15]

Olga da Polga könyvek
- The Tales of Olga da Polga (1971)
- Olga Meets Her Match (1973)
- Olga Carries On (1976)
- Olga Takes Charge (1982)
- The Complete Adventures of Olga Da Polga (1987)
- The Adventures of Olga Da Polga (1993)
- Olga Moves House (2001)
- Olga Follows Her Nose (2002)
- The Best of Olga Da Polga (2002)

Olga da Polga képeskönyvek
- Olga Counts Her Blessings (1975)
- Olga Makes a Friend (1975)
- Olga Makes a Wish (1975)
- Olga Makes Her Mark (1975)
- Olga Takes a Bite (1975)
- Olga's New Home (1975)
- Olga's Second House (1975)
- Olga's Special Day (1975)
- The First Big Olga da Polga Book (1983)
- The Second Big Olga da Polga Book (1983)

Monsieur Pamplemousse könyvek
- Monsieur Pamplemousse (1983)
- Monsieur Pamplemousse and the Secret Mission (1985)
- Monsieur Pamplemousse on the Spot (1986)
- Monsieur Pamplemousse Takes the Cure (1987)
- Monsieur Pamplemousse Aloft (1989)
- Monsieur Pamplemousse Investigates (1990)
- Monsieur Pamplemousse Rests His Case (1991)
- Monsieur Pamplemousse Stands Firm (1992)
- Monsieur Pamplemousse on Location (1992)
- Monsieur Pamplemousse Takes the Train (1993)
- Monsieur Pamplemousse Omnibus Volume One (1998)
- Monsieur Pamplemousse Omnibus Volume Two (1999)
- Monsieur Pamplemousse Afloat (1999)
- Monsieur Pamplemousse Omnibus Volume Three (1999)
- Monsieur Pamplemousse on Probation (2000)
- Monsieur Pamplemousse on Vacation (2002)
- Monsieur Pamplemousse Hits the Headlines (2003)
- Monsieur Pamplemousse and the Militant Midwives (2006)
- Monsieur Pamplemousse and the French Solution (2007)
- Monsieur Pamplemousse and the Carbon Footprint (2011)
- Monsieur Pamplemousse and the Tangled Web (2015)

Egyéb könyvek
- Here Comes Thursday (1966)
- Thursday Rides Again (1968)
- Thursday Ahoy! (1969)
- Thursday in Paris (1971)
- Michael Bond's Book of Bears (1971, szerkesztő)
- The Day the Animals Went on Strike (1972)
- Windmill (1975)
- How to Make Flying Things (1975)
- Mr. Cram's Magic Bubbles (1975, képeskönyv)
- Picnic on the River (1980)
- J. D. Polson and the Liberty Head Dime (1980)
- J. D. Polson and the Dillogate Affair (1981)
- The Caravan Puppets (1983)
- 1986 Oliver the Greedy Elephant (picture book with Paul Parnes)
- 1987 The Pleasures of Paris (guidebook)
- A Mouse Called Thursday (1988)
- Something Nasty in the Kitchen (1992, képeskönyv)
- Bears and Forebears: A Life So Far (1996, önéletrajz)

## Magyarul
- A medve, akit Paddingtonnak hívnak. A legsötétebb Peruból jött medve igaz története; ford. Tandori Dezső; Ciceró, Budapest, 2008
- Paddington itt és most. A legsötétebb Peruból érkezett medve legeslegújabb kalandjai; ford. Tandori Dezső; Ciceró, Budapest, 2008
- Paddington besegít. A legsötétebb Peruból jött medve legújabb kalandjai; ford. Tandori Dezső; Ciceró, Budapest, 2009
- Minden lében Paddington. A legsötétebb Peruból jött medve legújabb kalandjai; ford. Tandori Dezső; Ciceró, Budapest, 2009
- Paddington folytatja. A legsötétebb Peruból érkezett medve újabb kalandjai; ford. Tandori Dezső; Ciceró, Budapest, 2009
- A medve, akit Paddingtonnak hívnak. A legsötétebb Peruból jött medve igaz története; ford. Tandori Dezső, átdolg. Till Katalin; Ciceró, Budapest, 2017
- Paddington külföldön; ford. Kövesdi Miklós Gábor; Mojzer, Leányfalu, 2021
- Paddington megoldja; ford. Kövesdi Miklós Gábor; Mojzer, Leányfalu, 2022

## Díjai
- A Brit Birodalom Rendje (1997: OBE, 2015: CBE)